# 特斯拉下架
特斯拉下架（英語：Tesla Takedown），是一場在2025年初掀起的草根抗爭運動，專門針對特斯拉公司及其行政總裁伊隆·馬斯克而發起。運動參與者在美國、加拿大、歐洲及澳大拉西亞各地的特斯拉專門店舉行非暴力示威，並呼籲公眾出售特斯拉車輛及股票，以撤資方式向公司施壓。這場去中心化運動的目標是透過經濟手段對馬斯克造成打擊，並以和平方式挑戰其在政界的影響力。

## 目的
行動人士瓦萊麗·科斯塔指出，該運動的目的是「對支持特朗普政府殘酷且非法政策的科技寡頭表達明確反對立場，並鼓勵美國人賣掉自己的特斯拉汽車與股票。」演員及導演艾力克斯·溫特則認為，「特斯拉下架」的焦點其實是針對伊隆·馬斯克，而非特斯拉公司本身，並批評馬斯克是「一個具破壞性的象徵人物」。

## 背景
該運動的興起，源於伊隆·馬斯克參與美國總統當勞·特朗普政府，包括他在「政府效率部」（DOGE）的角色，以及他在2025年美國聯邦政府大規模裁員中的關鍵地位。馬斯克現時是總統高級顧問，並領導政府效率部。該部門旨在推動特朗普的削減聯邦開支與放寬監管的政策，而根據部門成立時的行政命令，政府效率部的宗旨是「現代化聯邦政府的科技與軟件，以最大程度提升政府效率及生產力」。

## 動員

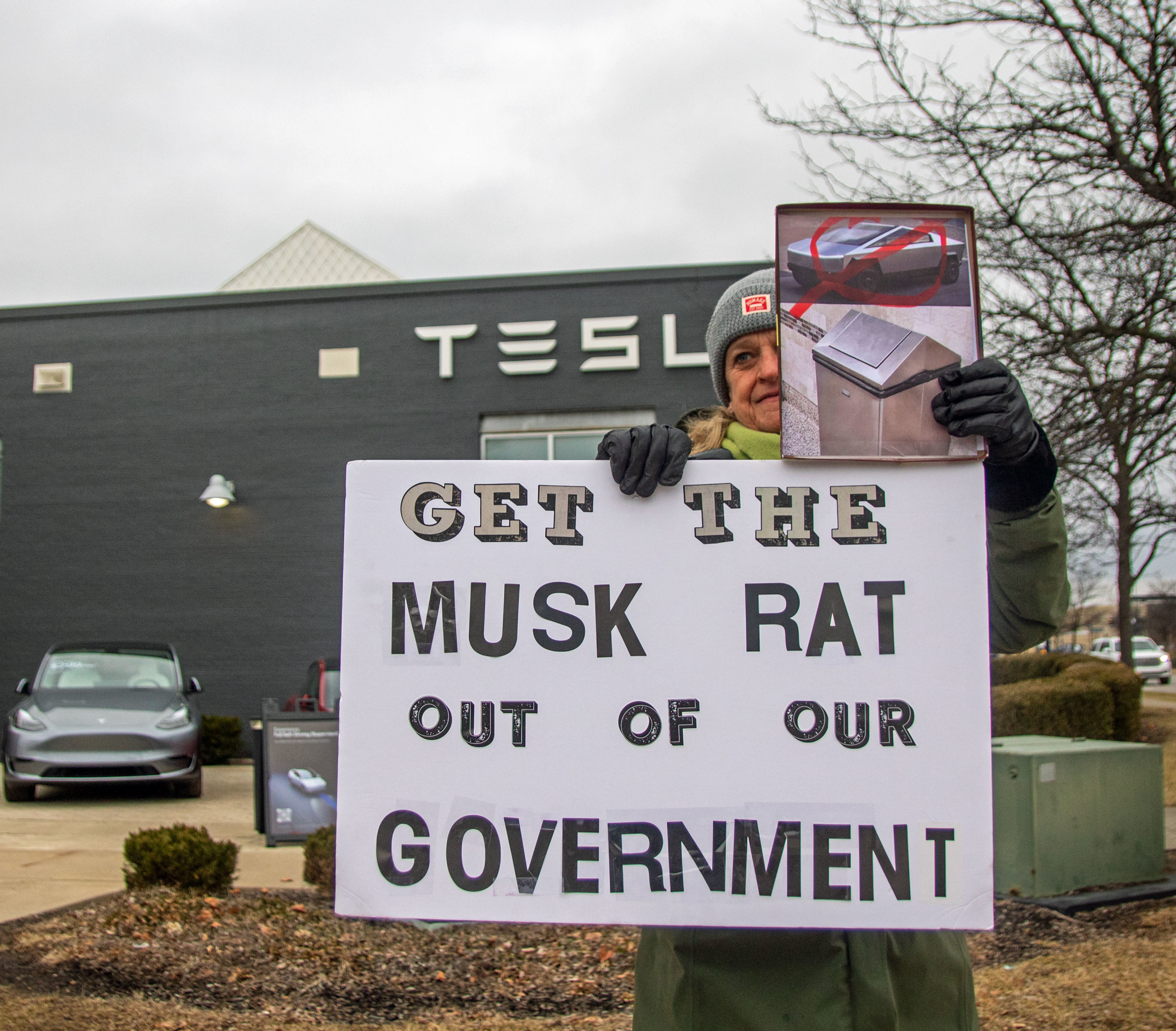
2025年2月初，俄亥俄州哥倫布市有示威者現身

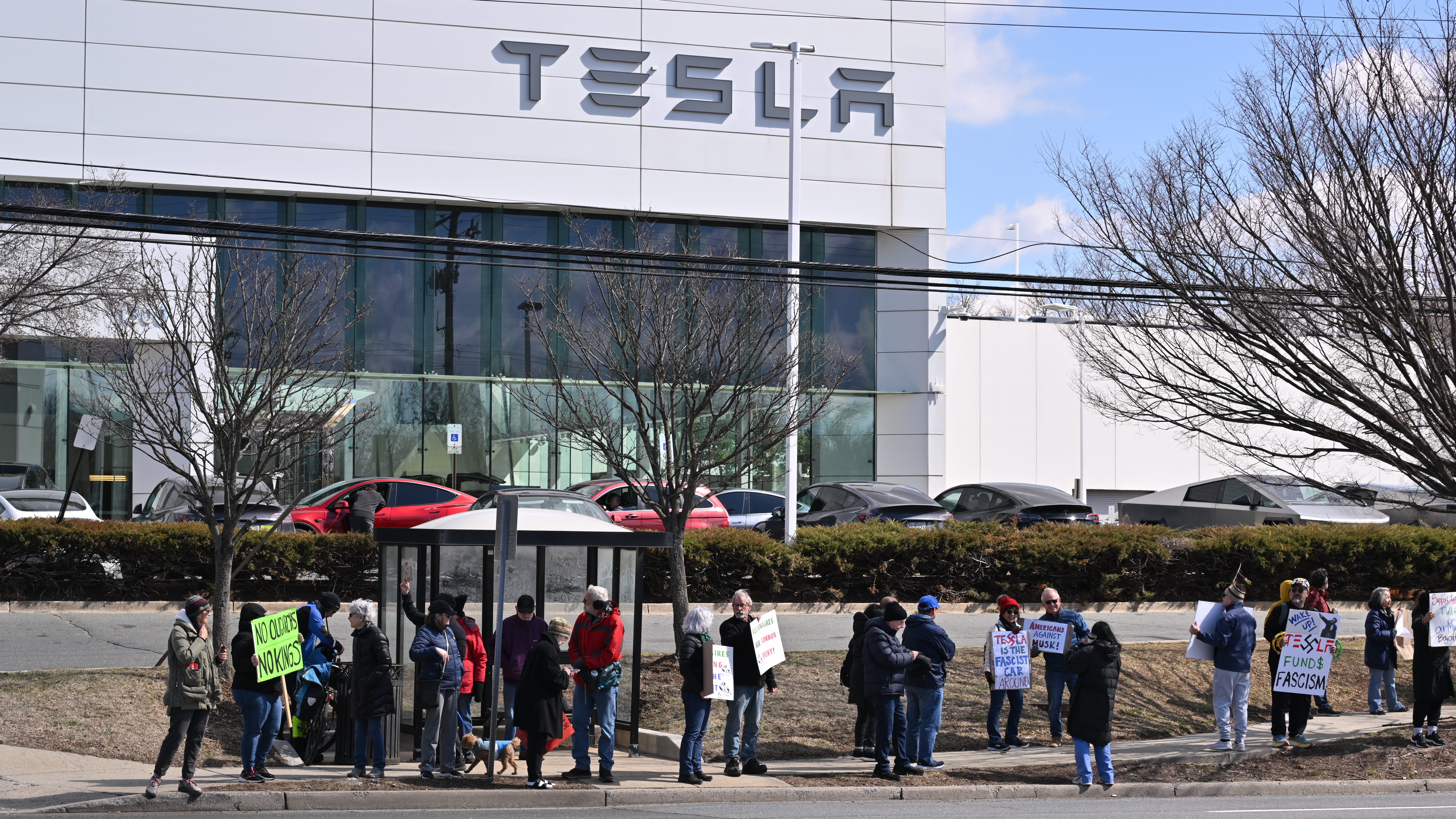
2025年3月8日，馬利蘭州洛克維爾

### 美國
早期的抗議活動很快吸引到網絡行動者關注，其中包括演員艾力克斯·溫特。他在與社會學者瓊·多諾萬討論後，開始透過社交平台Bluesky放大相關抗議聲音和討論。隨後幾輪的示威行動，主要透過社交媒體上的#TeslaTakedown和#TeslaTakover標籤組織協調。

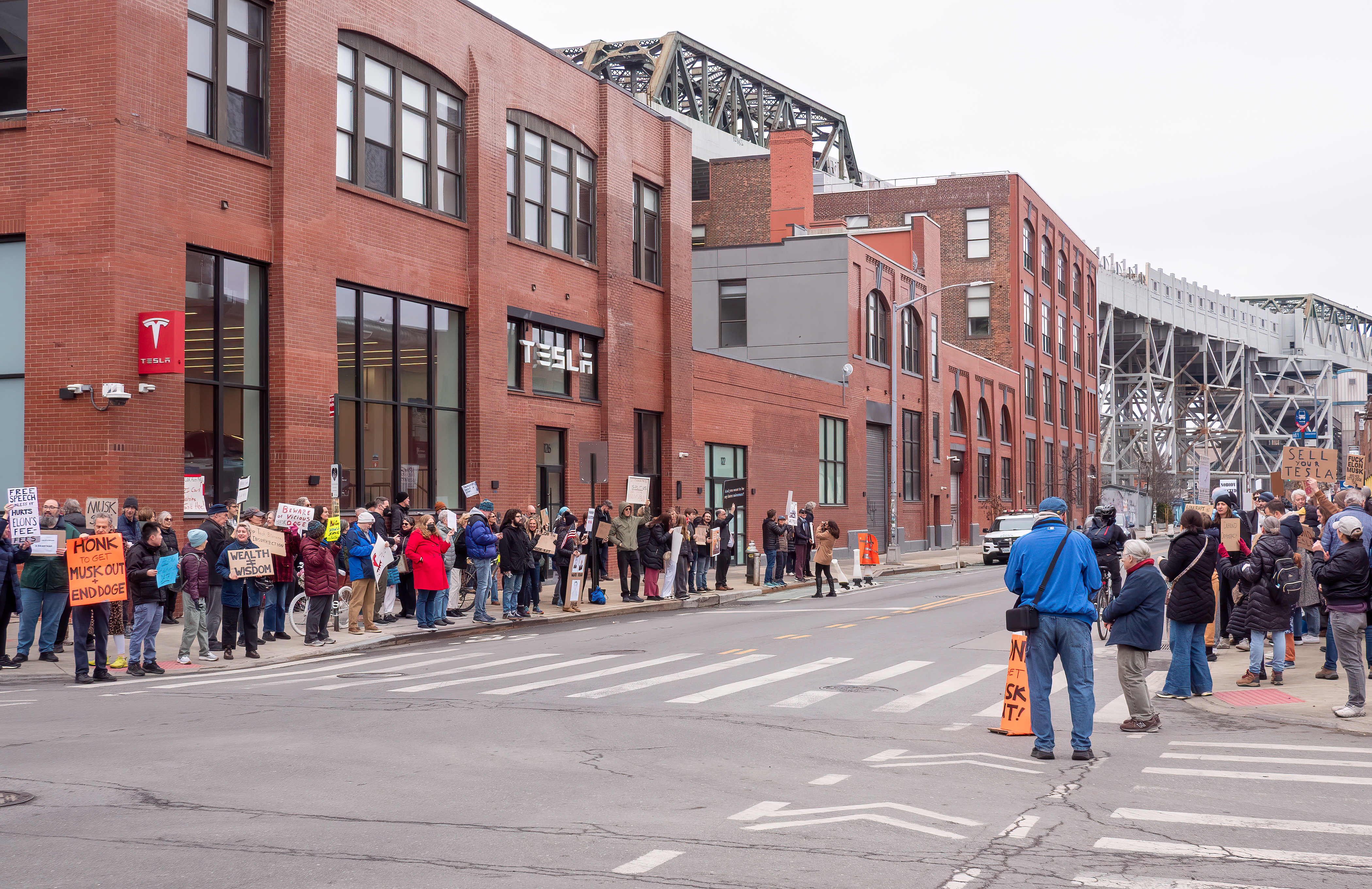
2025年3月15日，紐約市布魯克林

2025年2月15日，一場規模較大的抗議在紐約市一間特斯拉展廳外舉行，期間示威者高呼：「伊隆·馬斯克去火星，我們不要你的納粹車」，語帶諷刺地指向馬斯克曾捲入的敬禮爭議，以及他對德國極右政黨德國另類選擇黨的支持，亦有示威口號如「燒毀特斯拉，拯救民主」。當日三藩市、柏克萊、明尼阿波利斯及堪薩斯城等地亦有同步行動。歌手雪瑞兒·可洛亦在社交平台上載影片，展示一輛她為表態抗議而出售的特斯拉被拖車拖走。
2月19日，三藩市一間特斯拉門市外聚集數百人參與示威，其中包括Hai Binh Nguyen，她原為消費者金融保護局職員，負責處理不公平商業行為，她對自己的工作被迫中斷表示遺憾。其他示威者則擔心政府服務將被私有化並轉售給富豪。
3月初，紐約市一場抗議活動中，有9人在特斯拉店舖外被警方拘捕。馬利蘭州奧因斯磨坊一間分店亦有數百人聚集示威，科羅拉多州蘇必利爾也出現抗議行動。佛羅里達州傑克遜維爾及亞利桑那州圖森等地的示威人數持續增加，圖森一地更吸引近1800人參與，群眾手持「民主令我們團結」等標語，高呼訴求。
3月16日，約100名示威者聚集在康涅狄格州斯坦福一間特斯拉維修中心，抗議活動由演員兼喜劇人瑪麗·貝絲·巴羅內發起，參與者當中不少人表達對參議員克里斯·墨菲的支持。
3月20日，「特斯拉下架」組織一場網上直播活動，邀請演員約翰·庫薩克及眾議員賈斯敏·克羅克特擔任嘉賓。在會上，組織者宣佈將於3月29日發起「行動日」，號召民眾於全美所有特斯拉展廳及全球其他據點同步舉行示威。

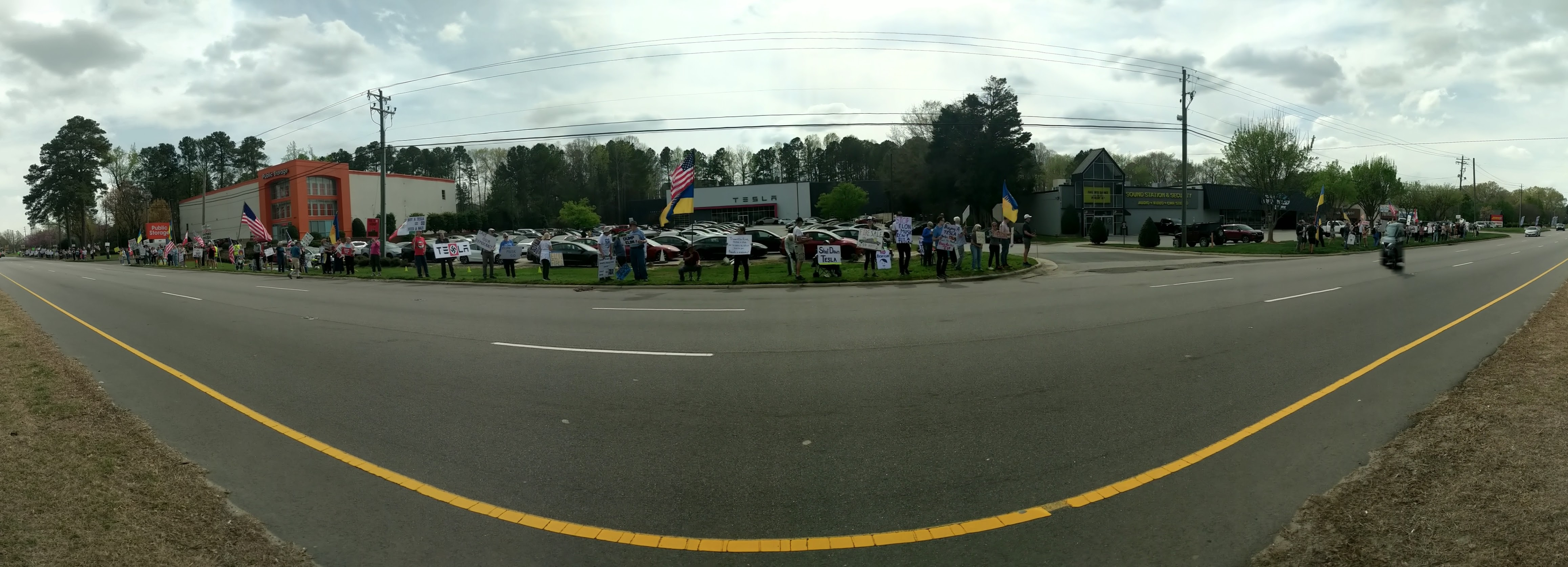
3月28日至29日，北卡羅來納州羅利的抗議現場高舉美國、加拿大、墨西哥及烏克蘭等多國國旗，吸引超過200人參與。

3月29日，全球多地的特斯拉門市迎來大規模抗議，參與人數以千計。「特斯拉下架」稱，當天有超過250個城市響應，遍佈世界各地。
在華盛頓哥倫比亞特區喬治城，約100人聚集於一間特斯拉店舖外，舉行以跳迪斯可舞為主題的抗議派對，邊跳舞邊高舉寫有批評馬斯克字句的標語。
加利福尼亞州都柏林則有數十名示威者在特斯拉門市外集會，對街出現少數反對抗議行動的民眾。

### 海外
3月29日，全球多個地區出現針對特斯拉的示威活動，包括：加拿大大溫哥華地區；英格蘭布里斯托爾Cribbs Causeway購物中心、蘇格蘭愛丁堡、倫敦西區、德國柏林、紐西蘭、澳洲、挪威、芬蘭、丹麥、比利時、荷蘭及法國等地。其中在溫哥華的示威現場，亦有反對抗議的群眾出現。

## 其他針對特斯拉的抗議行動
2025年2月中，有報道指出不少特斯拉車主因不滿伊隆·馬斯克的行為而決定出售車輛。根據一項調查，有31% 的受訪特斯拉駕駛者表示他們已經出售或正在考慮出售自家特斯拉汽車。3月14日，參議員馬克·凱利在Twitter／X上載影片，宣佈他亦因對 馬斯克的觀感而決定出售其特斯拉車輛。
3月7日，科羅拉多州拉夫蘭一間特斯拉門市遭人投擲汽油彈，導致一人被捕。警方表示，同一間店舖在本月稍早時亦曾遭人破壞，另一名涉案人士已被起訴，但兩宗事件看來並無直接關聯。
3月22日，進步派組織不可分割運動的地方分支於康涅狄格州米爾福德一間特斯拉門市外發起示威，吸引約300人參加。參議員理查德·布魯門薩爾現身聲援，呼籲民眾持續抗爭，並讚揚參議院多數黨領袖查克·舒默的表現。

## 反應
馬斯克於2025年3月9日在社交平台Twitter／X上發文，指控行動者瓦萊麗·科斯塔「涉及罪行」，該言論其後引發針對科斯塔的騷擾行為。
3月11日，總統特朗普在白宮前舉行一場記者會，展示多輛特拉斯汽車，並由馬斯克親自出席。特朗普在會上表示他將會購買特斯拉，並揚言凡是破壞特斯拉汽車或貨車的人士，將被定性為「本土恐怖分子」。
儘管特朗普過往一向反對電動車，他在2023年9月於密歇根州Drake Enterprises演講時曾指，電動車將「為美國汽車業敲響喪鐘」，並表示「我並不支持全面改用電動車，這對國家而言非常危險」。
馬斯克及其支持者亦聲稱，「特斯拉下架」的示威者是「收錢抗議」，惟至今未有任何證據證明這項說法。根據 Public Radio Tulsa報道，一名當地男子曾提議向反對示威的人士提供酬金，但並沒有人實際表示曾獲支付。
霍士新聞主持人肖恩·漢尼提則於3月10日表示，他會購買一輛特斯拉Model S，並計劃舉行抽獎活動，送出一輛特斯拉作為獎品。

## 外部鏈接
- 特斯拉下架網站
- 特斯拉下架在Bluesky的主題標籤